# مورات سروپیان
مورات سروپیان (یونانی: Μουράτ Σεροπιάν؛ زادهٔ ۲۶ اکتبر ۱۹۷۰) بازیکن بازنشسته فوتبال در پست مدافع و مدیر فوتبال ارمنی‌تبار اهل یونان است.

## باشگاهی
از باشگاه‌هایی که در آن بازی کرده‌است می‌توان به باشگاه فوتبال گیانینا, Doxa Vyronas, Chania, Agios Nikolaos, Doxa Vyronas, باشگاه فوتبال آترومیتوس, Marko, Fostiras, Panelefsiniakos, Vyzas, Ermis Korydallos و Nea Ionia اشاره کرد.